# 1930.
◄ | 19. stoljeće | 20. stoljeće | 21. stoljeće | ►
◄ | 1900-ih | 1910-ih | 1920-ih | 1930-ih | 1940-ih | 1950-ih | 1960-ih | ►
◄◄ | ◄ | 1927. | 1928. | 1929. | 1930. | 1931. | 1932. | 1933. | ► | ►►
Arhitektura • Astronomija • Biologija • Film • Fotografija • Glazba • Kazalište • Kemija • Kiparstvo • Knjige • Književnost • Kršćanstvo • Meteorologija • Medicina • Planinarstvo • Politika • Pravo • Promet • Slikarstvo • Strip • Šport • Televizija • Znanost • Zrakoplovstvo • Željeznički promet

## Događaji
- 26. siječnja – U olujnom nevremenu potonuo parobrod Daksa, pri čemu je poginulo svih 38 pomoraca na brodu.
- 18. veljače – Clyde Tombaugh otkrio Pluton.
- 13. srpnja. – U Urugvaju počelo prvo svjetsko nogometno prvenstvo.
- 1. listopada – U Londonu je otvorena britanska Empire-konferencija. Središnja tema bila je težnja za užim povezivanjem Empire-država.
- 5. listopada – U Ateni je počeo prvi Balkanski kongres koji je trebao pridonijeti gospodarskoj suradnji balkanskih naroda i rješavanju pitanja manjina.
- 31. prosinca – U Rimu je objavljena enciklika Casti Connubii pape Pija XI. na temu braka, kontracepcije i pobačaja.

## Rođenja

### Siječanj – ožujak
- 2. siječnja – Anka Petričević, hrvatska redovnica i književnica
- 20. siječnja – Buzz Aldrin, američki pilot i astronaut
- 30. siječnja – Gene Hackman, američki glumac
- 1. veljače – Ante Pažanin, hrvatski filozof i politolog († 2015.)
- 5. veljače – Mihail Ostrovidov, hrvatski novinar ruskog porijekla († 2016.)
- 14. veljače – Relja Bašić, hrvatski glumac († 2017.)
- 14. veljače – Gita Šerman-Kopljar, hrvatska glumica († 2009.)
- 27. veljače
  - Joanne Woodward, američka glumica
  - Petar Bergamo, hrvatski skladatelj i glazbeni pedagog († 2022.)
- 6. ožujka – Lorin Maazel, američki dirigent, violinist i skladatelj († 2014.)
- 7. ožujka – Stanley Miller, američki kemičar († 2007.)
- 12. ožujka – Stanko Horvat, hrvatski skladatelj i glazbeni pedagog († 2006.)
- 15. ožujka – Žores Ivanovič Alfjorov, ruski fizičar, nobelovac
- 22. ožujka – Stefano Gobbi, talijanski katolički svećenik († 2011.)
- 24. ožujka – Steve McQueen, američki glumac († 1980.)
- 29. ožujka – Vanča Kljaković, hrvatski redatelj i dramski pisac († 2010.)
- 30. ožujka – Yolanda Varela, meksička glumica († 2009.)

### Travanj – lipanj
- 24. travnja – Richard Donner, amrički filmski redatelj († 2021.)
- 25. travnja – Branko Souček, hrvatski znanstvenik († 2014.)
- 12. svibnja – Srećko Badurina, hrvatski biskup († 1996.)
- 19. svibnja – Nikica Kalogjera, hrvatski skladatelj zabavne glazbe, dirigent, aranžer i producent († 2006.)
- 25. svibnja – Stanislava Čarapina Ćulanić, hrvatska književnica († 2003.)
- 31. svibnja – Clint Eastwood, američki glumac, redatelj i producent
- 8. lipnja – Dubravka Gall, hrvatska glumica († 2008.)
- 17. lipnja – Pavle Blažek, svestrani hrv. kult. djelatnik († 1988.)
- 24. lipnja – Claude Chabrol, francuski filmski redatelj († 2010.)
- 28. lipnja – Krešimir Šipuš, hrvatski skladatelj i dirigent († 2014.)

### Srpanj – rujan
- 14. srpnja – Abel Fernandez, američki glumac
- 18. srpnja – Sabrija Biser, hrvatski glumac († 1989.)
- 22. srpnja – Josip Frkin, hrvatski katolički svećenik
- 22. srpnja – Branko Hribar, hrvatski književnik
- 23. srpnja – Slavica Fila, hrvatska kazališna glumica († 2014.)
- 5. kolovoza – Neil Armstrong, američki astronaut († 2012.)
- 6. kolovoza – Abbey Lincoln, američka glumica i pjevačica († 2010.)
- 7. kolovoza – Josip Gabrić, jugoslavenski stolnotenisački velikan († 2014.)
- 13. kolovoza – Lena Politeo, hrvatska glumica
- 25. kolovoza – Sean Connery, britanski glumac
- 23. kolovoza – Luís Morais, brazilski nogometaš († 2020.)
- 7. rujna – Baudouin od Belgije, belgijski kralj († 1993.)
- 7. rujna – Lucilla Udovich, američka operna pjevačica († 1999.)
- 14. rujna – Zvonimir Torjanac, hrvatski glumac († 2014.)
- 16. rujna – Anne Francis, američka glumica († 2011.)
- 18. rujna – Vlado Gotovac, hrvatski književnik, filozof, govornik i političar († 2000.)
- 25. rujna – Ivica Čandrlić, hrvatski liječnik († 1993.)
- 28. rujna – Boris Festini, hrvatski glumac († 2013.)
- 30. rujna – Ivan Aralica, hrvatski književnik

### Listopad – prosinac
- 19. studenog – Christian Schwarz-Schilling, njemački političar
- 2. prosinca – Vlatko Pavletić, hrvatski akademik († 2007.)
- 2. prosinca – Zlatko Tomičić, hrvatski književnik i publicist († 2008.)
- 8. prosinca – Maximilian Schell, austrijsko-švicarski glumac, scenarist, filmski redatelj i producent († 2014.)
- 9. prosinca –  Buck Henry, američki glumac, scenarist i TV producent († 2020.)
- 15. prosinca – Antonietta Meo, talijanska službenica Božja († 1937.)
- 23. prosinca – Zorko Rajčić, hrvatski glumac († 2011.)

### Nepoznat datum rođenja
- José da Costa Sacco, brazilski botaničar

## Smrti

### Siječanj – ožujak
- 8. ožujka – William Howard Taft, 27. predsjednik SAD-a (* 1857.)
- 18. ožujka – Matko Laginja, hrvatski pravnik i političar (* 1852.)

### Travanj – lipanj
- 14. travnja – Vladimir Vladimirovič Majakovski, ruski književnik (* 1893.)

### Srpanj – rujan
- 1. srpnja – Maximilian Njegovan, austro-ugarski admiral (* 1858.)
- 7. srpnja – Arthur Conan Doyle, engleski književnik (* 1859.)
- 31. kolovoza – Ivan Mušković, gradišćanskohrvatski pisac i pjesnik (* 1848.)

### Listopad – prosinac
- 5. studenog – Christiaan Eijkman, nizozemski liječnik, nobelovac (* 1858.)
- 9. studenog – Menci Klement Crnčić, hrvatski slikar i grafičar (* 1865.)

## Nobelova nagrada za 1930. godinu
- Fizika: Chandrasekhara Venkata Raman
- Kemija: Hans Fischer
- Fiziologija i medicina: Karl Landsteiner
- Književnost: Sinclair Lewis
- Mir: Lars Olof Jonathan Söderblom

## Vanjske poveznice
|  | Zajednički poslužitelj ima još gradiva o temi 1930. |